# Össztánc (film, 1972)
Az Össztánc egy 1972-ben bemutatott magyar rajzfilm, amelyet Szoboszlay Péter írt és rendezett. Az animációs játékfilm zenéjét Tomsits Rudolf szerezte.

## Ismertető
Felnőttekhez szóló kis groteszk a kisgyerekekkel szemben alkalmazott korszerűtlen pedagógiai módszerekről.

## Alkotók
- Írta, tervezte és rendező: Szoboszlay Péter
- Zenéjét szerezte: Tomsits Rudolf
- Operatőr: Henrik Irén
- Hangmérnök: Bársony Péter
- Vágó: Hap Magda
- Rajzolták: Bánfalvi Katalin, Fülöp Márta, Szoboszlay Péter
- Munkatársak: Bánki Katalin, Gyöpös Katalin, Gyöpös Sándor, Komlós Klári, Pataki Mária, Paál Klári, Zsebényi Béla
- Színes technika: Dobrányi Géza, Kun Irén
- Gyártásvezető: Kunz Román, Tóth Judit

Készítette a Pannónia Filmstúdió.